# Johann Caspar von Dörnberg
Johann Caspar Freiherr von Dörnberg (* 17. Mai 1689 auf Schloss Hausen bei Bad Hersfeld; † 6. Februar 1734 in Thomary (Schweden)) war ein deutscher Jurist und Kurfürstlicher Diplomat.

## Leben

### Herkunft und Familie
Johann Caspar Freiherr von Dörnberg entstammte dem Geschlecht der Freiherren von Dörnberg, das zum evangelischen hessischen Uradel gehörte. Von 1732 an hatten die von Dörnberg das Hofamt des Erbküchenmeisters (Erbhofmeisters) von Hessen-Kassel inne. Er war der Sohn des Gutsbesitzers Wilhelm Ludwig Freiherr von Dörnberg (* 13. September 1661 in Kassel; † 18. März 1696 auf Schloss Hausen) und dessen Gemahlin Hedwig Sophie Gräfin von Kunowitz (1666–1700). Er war verheiratet mit Sophie Charlotte Maria Freiin von Heyden (1696–1758), Tochter des preußischen Generals Johann Siegmund von Heyden. Aus der Ehe gingen fünf Kinder hervor, darunter die Söhne Carl Sigismund (1718–1778, 2. Erbküchenmeister) und Wolfgang Ferdinand von Dörnberg (1724–1793, preußischer Justizminister).

### Wirken
Nach dem Studium der Rechtswissenschaften an den Universitäten in Marburg, Halle a. d. Saale, Basel und Paris wurde er 1711 Regierungsassessor und erhielt am 9. Juli 1718 seine Ernennung zum Regierungsrat in Kassel. In den Jahren 1720 bis 1727 war er Komitialgesandter für Kassel, Regensburg und Schaumburg-Lippe. Von Dörnberg war Kurfürstlicher Kammerherr und in den Jahren 1728/1729 dessen Gesandter in Paris und Soissons.
1731 war er Schwedischer und Hessischer Regierungspräsident in Kassel.

### Sonstiges
Nach seinem Tod erhielten seine fünf Kinder im Jahre 1735 eine Gnadenpension.